# 윈드슬레이어
《윈드슬레이어》(WindSlayer)는 하멜린이 개발한 2D 횡스크롤 MMOAF이다. 2011년 북미시장에 진출한 경력이 있으나, 2013년 한국서버 종료와 함께 북미서버도 종료되었다.

## 시스템
《윈드슬레이어》는 2D 사이드 스크롤 방식의 MMORPG로 다른 MMORPG들과 마찬가지로 1레벨부터 시작하여 캐릭터를 점차 성장시킨다. 개척자 계열인 고스트레인저의 경우에는 10레벨부터 시작한다.
(구 윈드슬레이어 게임이 야후꾸러기에서 운영할 적에 즉 2D 그래픽 게임일 때를 말한다. 하멜론 게임사로 넘어가면서 3D 횡스크롤 액션게임으로 바뀌며 대대적인 패치가 이루어졌는데 그에 기존 유저들이 대부분 빠져나며 패치 전 기존 2D그래픽으로 다시 돌려놓기를 바라며 구 윈드슬레이어로 돌아가자 말했다.)

### 직업
직업군은 여행자와 개척자로 나뉜다.
여행자는 다시 전사, 무도가, 도적, 궁수, 마법사, 사제로 나뉜다.

#### 여행자
윈드슬레이어 초기의 6 직업군.
- 초보여행자
  - 여행자 직업군을 최초 선택 했을 때 튜토리얼을 통하여 만나게 되는 가장 기본적인 직업이다.
  - 10레벨이 되면 직업의 전당에서 이하의 6직업군중 하나로 전직할 수 있다.

- 전사(Warrior): 높은 체력과 방어력, 근접공격력을 가진 선봉자.
  - 천정도관의 패왕가면맨에 의해 전직 가능.
  - 2차전직에서 버서커와 성기사로 나뉨.
  - 3차전직에서 버서커는 새비지나이트, 팔라딘(성기사)은 슈프림나이트로 전직함.
  - 주요 스탯은 STR(힘)이고 보조 스탯은 SPR(근성).
  - 주무기로 검을 사용한다.

- 무도가(Monk): 빠르고 강력한 근접공격의 딜러.
  - 무림사의 으뜸강건에 의해 전직 가능.
  - 2차전직에서 파이터와 카운터로 나뉨.
  - 3차전직에서 파이터는 무카샤, 카운터는 금강역사로 전직함.
  - 주요 스탯은 STR(힘)이고 보조 스탯은 SPR(근성).
  - 주무기로 권격을 사용한다.

- 도적(Rogue): 치명상을 입히는 암살, 폭살의 전문가.
  - 새도우케이브의 핏셔에 의해 전직 가능.
  - 2차전직에서 어쌔신과 트랩퍼로 나뉨.
  - 3차전직에서 어쌔신은 나이트스토커, 트랩퍼는 블래스터로 전직함.
  - 주요 스탯은 DEX(민첩)이고 보조 스탯은 SPR(근성).
  - 주무기로 단도를 사용한다.

- 궁수(Archer): 민첩함과 예리함을 바탕으로한 원거리 딜러.
  - 더록슬린의 에밀리아에 의해 전직 가능.
  - 2차전직에서 스나이퍼와 비스트마스터로 나뉨.
  - 3차전직에서 스나이퍼는 데스슈터, 비스트마스터는 비스트로드로 전직함.
  - 주요 스탯은 DEX(민첩)이고 보조 스탯은 SPR(근성).
  - 주무기로 활을 사용한다.

- 마법사(Mage): 막강한 마법공격력으로 스킬을 구사하는 직업.
  - 매지션타워의 에스타로제에 의해 전직 가능.
  - 2차전직에서 엘리멘탈리스트와 서모너로 나뉨.
  - 3차전직에서 엘리멘탈리스트는 아크메이지, 서모너는 서몬마스터로 전직함.
  - 주요 스탯은 INT(지혜)이고 보조 스탯은 SPR(근성).
  - 주무기로 지팡이를 사용한다.

- 사제(Priest): 치유를 이용한 힐러형 직업.
  - 세인트바슈라의 피오나에 의해 전직 가능.
  - 2차전직에서 비숍과 다크프리스트로 나뉨.
  - 3차전직에서 비숍은 카디널, 다크프리스트는 드레드마스터로 전직함.
  - 주요 스탯은 INT(지혜)이고 보조 스탯은 SPR(근성).
  - 주무기로 완드를 사용한다.

#### 스킬 목록
- S 개편 이전

- 초보여행자

- 전사
  - 파이어 비트:액티브,불 공격,습득레벨10
  - 아이스 스피어:액티브,물 공격,습득레벨10
  - 윈드 커터:액티브,바람 공격,습득레벨10
  - 체력회복향상:패시브,습득레벨11
  - 공격력향상:버프,공격력 상승,방어력 하락,습득레벨12
  - 방어력향상:버프,방어력 상승,공격력 하락,습득레벨13
  - 연격:액티브,물리 공격,다수 공격,습득레벨18
  - 돌진:액티브,바람 공격,습득레벨24

- 버서커
  - 반월참:액티브,바람 공격,다수 공격,습득레벨30
  - 무기봉쇄:액티브,강공격 데미지,디버프 상대 공격/스킬 봉쇄 8.0초,습득레벨33
  - 폭주:버프,공격력 상승 이동속도 상승 방어력 하락 자체 데미지 12.0초,습득레벨37
  - 섬광베기:액티브,바람 공격,습득레벨41
  - 헤븐스트라이크:액티브,불 공격,체력-47,습득레벨49

- 성기사 !:오라 스킬은 중첩되지 않음
  - 진군의 오라:파티원 단체버프,물리공격력 9.0% 상승 21.0초,습득레벨30
  - 회복의 오라:파티원 단체버프,체력 회복 21.0초,습득레벨33
  - 돌격의 오라:파티원 단체버프,마법 방어력 상승? 21.0초,습득레벨?
  - 지원의 오라:파티원 단체버프,이동속도 상승 21.0초,습득레벨?
  - 성스러운 보호:파티원 단체버프,데미지를 절대 받지 않음. 6.0초,습득레벨49

- 마법사
  - 파이어 볼트:액티브,불 공격,습득레벨10
  - 아이스 볼트:액티브,물 공격,습득레벨10
  - 윈드 볼트:액티브,바람 공격,습득레벨10
  - 사거리향상:패시브,습득레벨11
  - 마나회복력향상?:패시브,습득레벨12
  - 마나전이강화:패시브,'마나전이'에 대한 회복력 증가,습득레벨13
  - 스톤 어퍼:액티브,땅 공격,습득레벨18
  - 텔레포트:액티브,습득레벨24

- 엘리멘탈리스트
  - 스톤 웨이브:액티브,땅 공격,습득레벨30
  - 노바:액티브,바람 공격(데미지 1) 엄청난 넉백 효과,습득레벨33
  - 파이어 월:액티브,불 공격,습득레벨37
  - 어스퀘이크:액티브,땅 공격,다수 공격,습득레벨41
  - 블리자드:액티브,물 공격,다수 공격,습득레벨49

- 서모너:정령의 수는 최대 4개까지 중첩된다.
  - 바람정령 소환:버프,바람 공격력 상승 41.0초?,습득레벨30
  - 물정령 소환:버프,물 공격력 상승 39.0초?,습득레벨33
  - 불정령 소환:버프,불 공격력 상승 37.0초?,습득레벨37
  - 땅정령 소환:버프,땅 공격력 상승 38.0초?,습득레벨41
  - 정령공격:액티브,마나소모 없음. 소환된 정령을 전부 소모하여 공격. 공격의 속성은 가장 먼저 소환한 정령의 속성이 됨,습득레벨30
  - 메테오:액티브,땅 공격,다수 공격,습득레벨49

- 도적
  - 독:액티브,디버프 지속데미지 3 9.0초,강공격 데미지,습득레벨10
  - 이동속력 향상:버프,4.0초?,습득레벨11
  - 기절:액티브,스턴 2.4초?,습득레벨12
  - 은신:버프,클로킹 4.0초?,습득레벨13
  - 표창:액티브,땅 공격,습득레벨18
  - 폭살:액티브,불 공격,습득레벨24

- 트랩퍼
  - 부비트랩:액티브,불 공격,적이 밟으면 터지는 폭탄을 설치. 11.0초?,습득레벨30
  - 꼭두각시:액티브,디버프. 적을 조종함. 6.0초?,강공격 데미지,습득레벨33
  - 시한폭탄:액티브,디버프. 맞은 상대는 시간이 초과될 시 내부 공격을 받는다. 불 공격 ?초,습득레벨37
  - 거미망:액티브,디버프 이동불가 2.4?초,다수 공격,습득레벨41
  - 독구름:액티브,지속 데미지 15 9.0초,다수 공격,습득레벨49

- 어쌔신
  - 암살:액티브,바람 공격,습득레벨30
  - 눈가리기:액티브,디버프 시야가리기 ?초,습득레벨33
  - 바꿔치기:버프,피격 시 적의 뒤로 이동. 방어력 상승 ?초,습득레벨37
  - 공중수리검:액티브,바람 공격,다수 공격,습득레벨41
  - 전격대폭살:액티브,불 공격,습득레벨49

- 무도가
  - 화염각:액티브,불 공격,습득레벨10
  - 연타:액티브,물리 공격,습득레벨11
  - 체력회복향상:패시브,습득레벨11
  - 집중력향상:버프,공격력상승,?초,습득레벨12
  - 위협:액티브,디버프 적의커맨드를 반전,습득레벨13
  - 비풍각:액티브,바람 공격,습득레벨18
  - 약점표시:액티브,디버프 방어력 12.5 하락,다수 공격,습득레벨24

- 파이터
  - 삼연타:액티브,땅 공격,시전 중에는 외부 공격에 대한 절대 방어 상태,습득레벨30
  - 적날리기:액티브,바람 공격,습득레벨33
  - 근성의 파이터:버프,경직되지 않음 8.0초?,습득레벨37
  - 난타:액티브,땅 공격,시전 중에는 외부 공격에 대한 절대 방어 상태,습득레벨41
  - 초비풍각:액티브,바람 공격,습득레벨49

- 카운터 !:카운터로 전직 시, 약공격의 리치가 약간 늘어남
  - 반격:액티브,바람 공격,전면에서 시도되는 물리 공격을 무시하고 시전자에게 공격을 가한다.,습득레벨30
  - 드래곤킥:액티브,불 공격,습득레벨33
  - 금강불괴:버프,방어력상승 12.0초?,습득레벨37
  - 어림각:액티브,바람 공격,원거리 공격을 무시하고 공격한다.,습득레벨41
  - 비공찌르기:액티브,디버프 맞은 상대는 시간이 초과될 시 내부 공격을 당한다. 물 공격 6.0초,습득레벨49

- 궁수
  - 불화살:액티브,불 공격,습득레벨10
  - 물화살:액티브,물 공격,습득레벨10
  - 바람화살:액티브,바람 공격,습득레벨10
  - 사거리향상:패시브,습득레벨11
  - 집중력향상:버프,공격력 상승 ?초,습득레벨12
  - 연사:액티브,물리 공격,습득레벨18
  - 포박화살:액티브,디버프 이동 불가능 3.0초?,습득레벨24

- 비스트마스터 !:소환수는 중첩되지 않는다. 피격시 소환수가 데미지를 대신 받고 소멸된다.
  - 로어독:버프,지속데미지 ? ?초,습득레벨30
  - 비스트이글:버프,불 공격,습득레벨33
  - 너무늘보:버프,디버프 이동속도 저하,습득레벨37
  - 터프불곰:버프,땅 공격,습득레벨41
  - 큐티펀트:버프,땅 공격,다수 공격,습득레벨49

- 스나이퍼
  - 관통화살:액티브,물리 공격,다수 공격(업그레이드 할 때마다 최대 타겟 증가),습득레벨30
  - 독화살:액티브,지속 데미지 ? ?초,습득레벨33
  - 스나이퍼 샷:액티브,물리 공격,습득레벨37
  - 화살비:액티브,물리 공격,다수 공격,습득레벨41
  - 혼신의 한방:액티브,불 공격,습득레벨49

- 사제
  - 신성강타:액티브,불 공격,습득레벨10
  - 자기체력회복:액티브,습득레벨10
  - 체력회복:액티브,아군 체력 회복,다수 적용,습득레벨10
  - 사거리향상:패시브,습득레벨11
  - 마나전이:액티브,아군 마나 회복,다수 적용,습득레벨11
  - 원거리체력회복:액티브,아군 체력 회복,다수 적용,습득레벨11?
  - 원거리마나전이:액티브,아군 마나 회복,다수 적용,습득레벨12
  - 마법방어막:버프,자신이 받는 데미지를 마나로 치환하여 소모. 방어력 상승 60.0초,습득레벨13
  - 대지강타:액티브,땅 공격,습득레벨18
  - 가시나무:액티브,땅 공격,디버프 이동불가능 ?초,습득레벨24

- 다크프리스트
  - 암흑강타:액티브,지속 데미지 ? ?초,습득레벨30
  - 사악한 보호:버프,자신이 받는 데미지의 1/3만큼 적에게 데미지를 줌 1?.0초,습득레벨33
  - 흡혈:액티브,공격후 약간의 체력과 마나 회복,습득레벨37
  - 통제불능:액티브,디버프 커맨드 뒤죽박죽 11.0?초 ,다수 공격,습득레벨41
  - 응가변이>씨요변이>토낑변이:액티브,디버프 양쪽 이동밖에 못하는 무른응가>씨요>토낑 이 된다. 6.0초?,다수 공격,습득레벨49 (이 스킬은 이름이 두번이나 바뀌었다.)

- 비숍
  - 단체체력회복:액티브,파티원 전원 체력 회복,습득레벨30
  - 단체방어력상승:파티원 단체 버프,방어력 상승 33.0?초,습득레벨33
  - 체력의 숨결:파티원 단체 버프,최대 체력 상승 37.0초?,습득레벨37
  - 생명의 숨결:액티브,사망한 아군 플레이어를 소생. 약간의 마나와 체력 회복.,습득레벨41
  - 신성벼락:액티브,바람+177 공격,다수 공격,습득레벨49

- S 개편 이후

!:광역스킬은 습득레벨55
- 초보여행자

- 전사

- 방어:패시브,습득레벨10

- 파이어비트:개편 전과 같음

- 아이스스피어:개편 전과 같음

- 윈드커터:개편 전과 같음

- 공격력향상:개편 전과 같음

- 방어력향상:개편 전과 같음

- 연격:액티브,물리 공격,다수 공격,다단 히트3,습득레벨18

- 돌진:액티브,바람 공격,돌진 거리가 비약적으로 상승,습득레벨24

- 버서커
  - 섬광베기:개편 전과 같음,거리가 약간 줄어듦
  - 무기봉쇄:개편 전과 같음.
  - 폭주:개편 전과 같음
  - 섬광베기:액티브,바람 공격,다수 공격,습득레벨41
  - 열화폭섬:액티브,불 공격,다수 공격,습득레벨49
  - 폭열화:광역 스킬,불 공격

- 세비지나이트
  - 광기:버프,공격력 상승,습득레벨60
  - 강렬:패시브,습득레벨60
  - 광란:버프,일정 시간 동안 공격력과 체력을 상승시킨다.,습득레벨70
  - 분노:액티브,불 공격,돌진형 다단히트,다수 공격,습득레벨80

- 팔라딘(과거 성기사)
  - 여명:액티브,땅 공격,다수 공격,습득레벨30
  - 진군의오라:개편 전과 같음. /습득레벨33
  - 지원의오라:파티원 단체버프,체력회복 이동속도상승 21.0초,습득레벨37
  - 신성회오리:액티브,땅 공격,다수 공격,공중넉백,습득레벨41
  - 성스러운 보호:버프,지속 시간 동안 데미지를 절대 받지 않음 6.0초,습득레벨49
  - 카이저 크로스:광역 스킬

- 슈프림나이트
  - 블레스드블레이드:패시브,습득레벨60
  - 새크리파이스:버프,닿는 적에게 디버프를 건다. (방어력하락)
  - 홀리해머:액티브,? 공격,다수 공격,습득레벨70
  - 헤븐즈 피스트:액티브,? 공격,다수 공격,습득레벨80

- 마법사
  - 활공:패시브,습득레벨10
  - 파이어볼트:개편 전과 같음
  - 아이스볼트:개편 전과 같음
  - 윈드볼트:개편 전과 같음/거리가 길어짐
  - 스톤어퍼:액티브,땅 공격,다수 공격,습득레벨18
  - 텔레포트:개편 전과 같음

- 엘리멘탈리스트
  - 스톤웨이브:개편 전과 같음
  - 노바:개편 전과 같음/간지가 떨어짐
  - 파이어월:개편 전과 같음
  - 어스퀘이크:개편 전과 같음/거리가 다소 줄어듦
  - 블리자드:개편 전과 같음/범위가 상당히 줄어듦
  - 그랜드 엘리멘탈:광역 스킬,무지개 공격

- 아크메이지
  - 스파이크:액티브,땅 공격,다단히트,다수 공격,습득레벨60
  - 볼케이노:액티브,설치형(지속),불 공격+디버프(빙어력 하락),다수공격,습득레벨70
  - 엘리멘탈 레이지:액티브,설치형,바람 공격>땅 공격>불 공격>물 공격,다수 공격,습득레벨80

- 서모너
  - 정령공격:액티브,마나소모 없음,소환된 정령을 전부 소모하여 공격. 먼저 소환한 순서대로 공격하고 지나간다.,습득레벨30
  - 정령 소환:개편 전과 같음
  - 메테오:액티브,불 공격,다수 공격,습득레벨49
  - 그레이트 메테오:광역 스킬,무지개 공격

- 서몬마스터
  - 정령의 눈물:액티브,불 공격 디버프(방어력 하락),습득레벨60
  - 진화?:버프,가장 먼저 소환된 정령을 소모하여 짱큰 진화된 정령을 소환한다. 진화된 정령은 소환자의 적을 쫓아다니며 공격한다.,습득레벨60
  - 숲의정령:액티브,지속 데미지,습득레벨70
  - 스피릿 허리케인:액티브,설치형(지속),바람 공격>물 공격,다수 공격,습득레벨80

- 도적
  - 방귀뀌기:패시브,습득레벨10
  - 독:액티브,스플래시(번짐),지속데미지 3 9.0초.습득레벨10
  - 이동속도향상:개편 전과 같음
  - 기절:개편 전과 같음
  - 은신:개편 전과 같음
  - 표창:액티브,땅 공격,다수 공격,습득레벨18
  - 폭살:개편 전과 같음

- 트랩퍼
  - 부비트랩:개편 전과 같음
  - 꼭두각시:개편 전과 같음
  - 시한폭탄:개편 전과 같음
  - 거미망:개편 전과 같음
  - 독구름:개편 전과 같음
  - 할로우오브데스:광역 스킬

- 블래스터
  - 멀티마이닝:액티브,설치형.불 공격 6.0?초,습득레벨60
  - 함정특화:패시브,습득레벨60
  - 디코이:액티브,설치형(지속),불 공격,습득레벨70
  - 봄 아트:액티브,불 공격,다수 공격,습득레벨80

- 어쌔신
  - 암살:액티브,바람 공격,다수 공격,습득레벨30
  - 눈가리기:개편 전과 같음
  - 바꿔치기:개편 전과 같음
  - 공중수리검:개편 전과 같음/범위가 양쪽이 됨
  - 전격대폭살:개편 전과 같음
  - 크로스블레이드:광역 스킬,바람 공격

- 나이트스토커
  - 독의 대가:패시브,습득레벨60
  - 타는 독:액티브,스플래시,지속 데미지 ? ?초,습득레벨60
  - 다연참:액티브,시전중에는 외부 공격에 무적,마지막 일격에 광역넉백효과,습득레벨70
  - 교차베기:액티브,? 공격,2단,다수 공격,습득레벨80

- 무도가
  - 기모으기:패시브,습득레벨10
  - 화염각:개편 전과 같음
  - 집중력향상:개편 전과 같음
  - 위협:개편 전과 같음
  - 비풍각:액티브,바람 공격,다수 공격,습득레벨18
  - 약점표시:개편 전과 같음

- 파이터
  - 삼연타:개편 전과 같음
  - 적날리기:액티브,바람 공격,다수 공격,습득레벨33
  - 근성의파이터:개편 전과 같음
  - 난타:개편 전과 같음
  - 초비풍각:액티브,바람 공격,다수 공격,습득레벨49
  - 역!발!산!기!개!세!:광역 스킬

- 무카샤
  - 달인:패시브,김병만이 된다,습득레벨60
  - 기폭참:액티브,? 공격,시전중에는 외부 공격에 무적,습득레벨60
  - 땅울림:액티브,땅 공격,다수 공격,습득레벨70
  - 맹호난무:액티브,불 공격,다수 공격,시전 중에는 외부 공격에 무적,습득레벨80

- 카운터
  - 반격:개편 전과 같음
  - 드래곤킥:개편 전과 같음/간지가 떨어짐
  - 금강불괴:개편 전과 같음
  - 어림각:액티브,바람 공격,다수 공격,시전 중에늗 마법 공격을 무시,습득레벨41
  - 비공찌르기:개편 전과 같음
  - 부동심결:광역 스킬

- 금강역사
  - 금강:패시브,습득레벨60
  - 금강파:액티브,바람 공격,다수 공격,시전중에는 경직되지 않음,습득레벨60
  - 격화:패시브,습득레벨70
  - 금강발기:액티브,? 공격,다수 공격,습득레벨80

- 궁수
  - 세워쏘기:패시브,습득레벨10
  - 불화살:개편 전과 같음
  - 물화살:개편 전과 같음
  - 바람화살:개편 전과 같음
  - 집중력향상:개편 전과 같음
  - 연사:액티브,물리 공격,다수 공격,습득레벨18
  - 포박화살:개편 전과 같음

- 비스트마스터
  - 물어와:개편 전과 같음
  - 로어독:개편 전과 같음
  - 비스트이글:개편 전과 같음
  - 너무늘보:개편 전과 같음
  - 터프불곰:버프,땅 공격,다수 공격,습득레벨41
  - 큐티펀트:버프,바람 공격,다수 공격,습득레벨49
  - 자이언트 베어:광역 스킬

- 비스트로드
  - 일렉트릭위플:버프,지속데미지 ? ?초,습득레벨60
  - 비스트트레이닝:패시브,습득레벨60
  - 자연의화살:액티브,디버프,습득레벨70
  - 비스트킹:버프,? 공격,습득레벨80

- 스나이퍼
  - 관통화살:개편 전과 같음
  - 독화살:개편 전과 같음
  - 스나이퍼 샷:개편 전과 같음
  - 화살비:개편 전과 같음
  - 혼신의 한방:개편 전과 같음
  - 폭살폭우:광역 스킬,불 공격

- 데스슈터
  - 포격:액티브,물리 공격,다단히트,다수 공격,습득레벨60
  - 공성:패시브,습득레벨60
  - 연막:액티브,설치형,습득레벨70
  - 누클리어 에로우:액티브,불 공격,습득레벨80

- 사제
  - 축복의기도:패시브,습득레벨10
  - 신성강타:개편 전과 같음
  - 자기체력회복:개편 전과 같음
  - 체력회복:개편 전과 같음
  - 원거리체력회복:개편 전과 같음
  - 마나전이:개편 전과 같음
  - 원거리마나전이:개편 전과 같음
  - 마법방어막:개편 전과 같음
  - 대지강타:개편 전과 같음
  - 가시나무:액티브,땅 공격 디버프 이동불가능 ?초,다수 공격,습득레벨24

- 다크프리스트
  - 다크스윙:액티브,땅 공격 지속데미지 ? ?초,다수 공격,습득레벨30
  - 사악한 보호:개편 전과 같음
  - 흡혈:개편 전과 같음
  - 통제불능:개편 전과 같음
  - 토낑변이:개편 전과 같음
  - 멸겁화의 손길:광역 스킬

- 드레드마스터
  - 암흑요람:패시브,습득레벨60
  - 암흑의 손길:액티브,'암흑강타' 디버프에 걸린 적들에게 내부 공격을 가한다.,다수 공격,습득레벨60
  - 업화낙인:액티브,디버프 이동속도 저하,다수 공격,습득레벨70
  - 이계강림:버프,방어력 상승,'다크스윙' 쿨타임 감소,습득레벨80

- 비숍
  - 단체체력회복:개편 전과 같음
  - 홀리 크로스:액티브,설치형,땅 공격,다수 공격,습득레벨33
  - 활력의 숨격:개편 전과 같음
  - 부활:개편 전 '생명의 숨결'과 같음
  - 신성벼락:개편 전과 같음
  - 크로스라이징:광역 스킬

- 카디널
  - 마나수련:패시브,습득레벨60
  - 회복구슬:액티브,아군에겐 체력회복,적에게는 타격을 가한다,다수 적용,습득레벨60
  - 천사의노래:액티브(지속형),아군에겐 체력회복,적에게는 타격을 가한다,다수 적용,습득레벨70
  - 성령의 불꽃:액티브,불 공격,습득레벨80

- 고스트레인저
  - 헬오브플레임:광역 스킬
  - 공중섬광탄:액티브,디버프 시야가리기,다수 공격,습득레벨60

#### 개척자
2011년 추가된 고스트레인저의 직업군. 다른 직업군의 캐릭터와 다르게 흰 머리와 오드아이를 가지고 있다.
- 고스트레인저(Ghost Ranger)
  - 캐논과 머스킷을 주무기로함.
  - 주요 스탯은 DEX(민첩)이고 보조 스탯은 SPR(근성).

## 역사
윈드슬레이어는 시기별로 명칭이 다르다.
윈드슬레이어에서 윈드슬레이어S로, 다시 윈드슬레이어즈로 바뀌는 과정이 있었다.
특히, 최초의 윈드슬레이어를 사람들이 구윈슬이라 부르며 추억하고 있다.
또한 윈드슬레이어s로 바뀌면서 많은 유저가
빠져나갔다. 그러다가 프리미엄 던전, 캐시템 등 현질요소가 많아지면서 망해가기 시작했다. 나중에 평준화무투방이 만들어지기는 했지만 그 후 점점 몰락했고 2013년 12월 섭종을 하게 되었다.

## 컨텐츠
- 무투

다른 RPG게임과 달리 무투라는 컨텐츠가 있어 색다른 재미요소가 많다.
깃발쟁탈전, 보석쟁탈전, 10:10 등과 같은 컨텐츠로 다른 게임에서는 느낄 수 없는
윈드슬레이어만의 대표적인 재미요소이다.
평준화 방을 통한 레벨과 아이템의 차이를 무시한 무투 또한 즐길 수 있다.
- 놀이방

놀이방은 유저가 개설한 놀이방에서 입장한 다른 유저들과 대화하고 소통할 수 있는 공간이다.
유저끼리 함께 정보를 공유하고 친목을 다지는 등 무투와 더불어 윈드슬레이어만의 대표적 재미요소이다.
방에 비밀번호를 걸어 친구들이나 정해진 사람들만 입장하여 놀 수도 있다.
- 던전

후에 업데이트된 던전은 유저들끼리 협동하여 더 쉽고 빠른 레벨업을 가능하게 했다.
각 마을 끝부분에 가면 위치한 던전은 업데이트 직후 많은 인기를 누렸다.
- 몰이사냥

윈드슬레이어를 좀 해봤다고 하는 사람은 몰이사냥을 잊을 수 없을 것이다.
윈드슬레이어의 필드몬스터들은 공격받은 대상을 따라가게 되어 있다.
몬스터들은 점프, 하향점프 등이 가능하여 같은 필드라면 어디든 따라간다.
(단, 몬스터들이 갈 수 없는 높은 곳은 공격당한 유저를 당해 계속 점프를 한다.)
몰이사냥은 약공격이나 강공격으로 필드의 몬스터를 타격한 후에
한쪽구석으로 몰고간 후 광역스킬이나 불공격과 같은 여러 대상을 공격 할 수 있는 스킬로
몰려 있는 몬스터를 공격하는 윈드슬레이어만의 사냥 시스템이다.
- 채집 및 채광

각 마을에 마련된 채집-채광 포탈을 이용하면 채집과 채광을 통해 얻은 재료를 조합하여 포션과 무기 및 장신구를 만들 수 있는 필드로 이동하게 된다(윈슬즈 기준). 이 필드에는 채집장과 채광장으로 이동하는 포탈이 마련되어 있으며, 채집과 채광에 필요한 삽과 곡괭이를 파는 상점이 있다. 초반에는 성행했지만 뒤로 갈수록 들이는 시간 대비 얻을 수 있는 이익이 크지 않았기 때문에 큰 인기를 얻지는 못했다.
- 2005년 7월: 윈드슬레이어 1차 CBT 시행.
- 2005년 8월: 윈드슬레이어 2차 CBT 시행. 신규 맵 '발데란' 추가
- 2005년 10월: 윈드슬레이어 프리 클로즈 베타 테스트 시행.
- 2005년 12월: 윈드슬레이어 최종 프리 클로즈 베타 테스트 시행.
- 2006년 2월: 윈드슬레이어 오픈베타 서비스 시행.
- 2006년 12월: 윈드슬레이어 정식 서비스 시행(부분 유료화).
- 2010년 11월: 윈드슬레이어S 1차 CBT 시행.
- 2010년 12월: 윈드슬레이어S 정식 오픈.
- 2011년 12월: 나우콤이 서비스하며 윈드슬레이어즈로 이름 변경. 투니랜드와 채널링. 고스트레인저 직업 추가.
- 2013년 12월: 윈드슬레이어즈 서비스 종료.